# Campeonato Uruguayo de Primera División 1999
El Campeonato Uruguayo 1999 fue el 95° torneo de primera división del fútbol uruguayo, correspondiente al año 1999. Contó con la participación de 15 equipos y fue el primero en contar con equipos del interior del país.
El campeón fue el Club Atlético Peñarol luego de vencer al Club Nacional de Football en la última final por 2 tantos contra 1.

## Equipos participantes

### Ascensos y descensos
Un total de 15 equipos disputaron el campeonato, incluyendo 10 equipos de la Primera División de Uruguay 1998; 2 ascendidos desde la Segunda División de Uruguay 1998 y 3 clubes del interior que fueron admitidos en la liga mediante licitación.
| Club                 | Ascendido como                               |
| -------------------- | -------------------------------------------- |
| Cerro                | Campeón de la Segunda División 1998          |
| Frontera Rivera      | Subcampeón de la Segunda División 1998       |
| Deportivo Maldonado  | Ganador de Licitación de clubes del interior |
| Paysandú Bella Vista | Ganador de Licitación de clubes del interior |
| Tacuarembó           | Ganador de Licitación de clubes del interior |

| Club                 | Descendido como                    |
| -------------------- | ---------------------------------- |
| Villa Española       | 11.° de la tabla del descenso 1998 |
| Montevideo Wanderers | 12.° de la tabla del descenso 1998 |

## Sistema de disputa
Los 15 equipos disputaron dos torneos, el Apertura y el Clausura en ese orden. Los campeones de estos torneos se enfrentarían en las finales.

## Resultados

### Torneo Apertura
El torneo apertura comenzó el 6 de marzo y finalizó el 13 de junio.
| Puesto | Equipo               | Pts | PJ | PG | PE | PP | GF | GC | Dif |
| ------ | -------------------- | --- | -- | -- | -- | -- | -- | -- | --- |
| 1°     | Nacional             | 34  | 14 | 11 | 1  | 2  | 35 | 10 | 25  |
| 2°     | Defensor Sporting    | 33  | 14 | 10 | 3  | 1  | 40 | 16 | 24  |
| 3°     | Danubio              | 26  | 14 | 8  | 2  | 4  | 39 | 24 | 15  |
| 4°     | Bella Vista          | 26  | 14 | 7  | 5  | 2  | 25 | 15 | 10  |
| 5°     | Peñarol              | 25  | 14 | 7  | 4  | 3  | 24 | 13 | 11  |
| 6°     | Cerro                | 21  | 14 | 7  | 0  | 7  | 24 | 30 | -6  |
| 7°     | Rentistas            | 17  | 14 | 4  | 5  | 5  | 15 | 14 | 1   |
| 8°     | Huracán Buceo        | 17  | 14 | 4  | 5  | 5  | 17 | 27 | -10 |
| 9°     | Deportivo Maldonado  | 16  | 14 | 4  | 4  | 6  | 22 | 25 | -3  |
| 10°    | River Plate          | 16  | 14 | 4  | 4  | 6  | 14 | 21 | -7  |
| 11°    | Frontera Rivera      | 13  | 14 | 3  | 4  | 7  | 16 | 20 | -4  |
| 12°    | Tacuarembó           | 13  | 14 | 4  | 1  | 9  | 12 | 23 | -11 |
| 13°    | Rampla Juniors       | 13  | 14 | 3  | 4  | 7  | 9  | 21 | -12 |
| 14°    | Paysandú Bella Vista | 11  | 14 | 3  | 2  | 9  | 9  | 25 | -16 |
| 15°    | Liverpool            | 8   | 14 | 0  | 8  | 6  | 5  | 22 | -17 |

|  | Ganador del Torneo Apertura, avanza a las finales por el Campeonato. |

### Torneo Clausura
El torneo clausura comenzó el 23 de julio y finalizó el 24 de octubre.
| Puesto | Equipo               | Pts | PJ | PG | PE | PP | GF | GC | Dif |
| ------ | -------------------- | --- | -- | -- | -- | -- | -- | -- | --- |
| 1°     | Peñarol              | 38  | 14 | 12 | 2  | 0  | 47 | 12 | 35  |
| 2°     | Nacional             | 29  | 14 | 9  | 2  | 3  | 30 | 17 | 13  |
| 3°     | Danubio              | 28  | 14 | 8  | 4  | 2  | 25 | 16 | 9   |
| 4°     | Defensor Sporting    | 25  | 14 | 7  | 4  | 3  | 20 | 14 | 6   |
| 5°     | Huracán Buceo        | 24  | 14 | 7  | 3  | 4  | 17 | 17 | 0   |
| 6°     | Liverpool            | 20  | 14 | 5  | 5  | 4  | 18 | 12 | 6   |
| 7°     | River Plate          | 20  | 14 | 5  | 5  | 4  | 22 | 21 | 1   |
| 8°     | Bella Vista          | 19  | 14 | 5  | 4  | 5  | 21 | 23 | -2  |
| 9°     | Frontera Rivera      | 17  | 14 | 5  | 2  | 7  | 23 | 22 | 1   |
| 10°    | Cerro                | 16  | 14 | 4  | 4  | 6  | 13 | 17 | -4  |
| 11°    | Paysandú Bella Vista | 15  | 14 | 3  | 6  | 5  | 16 | 26 | -10 |
| 12°    | Rampla Juniors       | 15  | 14 | 5  | 0  | 9  | 19 | 31 | -12 |
| 13°    | Deportivo Maldonado  | 14  | 14 | 3  | 5  | 6  | 17 | 29 | -12 |
| 14°    | Tacuarembó           | 4   | 14 | 0  | 4  | 10 | 8  | 20 | -12 |
| 15°    | Rentistas            | 4   | 14 | 0  | 4  | 10 | 8  | 27 | -19 |

|  | Ganador del Torneo Clausura, avanza a las finales por el Campeonato. |

### Tabla acumulada
Esta tabla se calcula sumando los puntos obtenidos en los torneos Apertura y Clausura.
| Puesto | Equipo               | Pts | PJ | PG | PE | PP | GF | GC | Dif |
| ------ | -------------------- | --- | -- | -- | -- | -- | -- | -- | --- |
| 1°     | Peñarol              | 63  | 28 | 19 | 6  | 3  | 71 | 25 | 46  |
| 2°     | Nacional             | 63  | 28 | 20 | 3  | 5  | 65 | 27 | 38  |
| 3°     | Defensor Sporting    | 58  | 28 | 17 | 7  | 4  | 60 | 30 | 30  |
| 4°     | Danubio              | 54  | 28 | 16 | 6  | 6  | 64 | 40 | 24  |
| 5°     | Bella Vista          | 45  | 28 | 12 | 9  | 7  | 46 | 38 | 8   |
| 6°     | Huracán Buceo        | 41  | 28 | 11 | 8  | 9  | 34 | 44 | -10 |
| 7°     | Cerro                | 37  | 28 | 11 | 4  | 13 | 37 | 47 | -10 |
| 8°     | River Plate          | 36  | 28 | 9  | 9  | 10 | 36 | 42 | -6  |
| 9°     | Frontera Rivera      | 30  | 28 | 8  | 6  | 14 | 39 | 42 | -3  |
| 10°    | Deportivo Maldonado  | 30  | 28 | 7  | 9  | 12 | 39 | 54 | -15 |
| 11°    | Liverpool            | 28  | 28 | 5  | 13 | 10 | 23 | 34 | -11 |
| 12°    | Paysandú Bella Vista | 28  | 28 | 6  | 10 | 12 | 25 | 47 | -22 |
| 13°    | Rampla Juniors       | 26  | 28 | 8  | 2  | 18 | 28 | 56 | -28 |
| 14°    | Rentistas            | 21  | 28 | 4  | 9  | 15 | 23 | 41 | -18 |
| 15°    | Tacuarembó           | 17  | 28 | 4  | 5  | 19 | 20 | 43 | -23 |

|  | Clasificado a la Copa Libertadores 2000. |

|  | Clasificado a la Liguilla Pre-Libertadores |

### Finales
| 3 de noviembre de 1999 | Peñarol    | 1:1 (0:0) | Nacional  | Estadio Centenario, Montevideo |                          |
|                        | Romero 55' |           | Álvez 64' | Árbitro(s): Daniel Bello       | Árbitro(s): Daniel Bello |

| 7 de noviembre de 1999 | Nacional        | 1:1 (1:1) | Peñarol             | Estadio Centenario, Montevideo                             |                                                            |
|                        | Álvez 3' (pen.) |           | Bengoechea 20' (TL) | Asistencia: 50.990 espectadores Árbitro(s): Gustavo Méndez | Asistencia: 50.990 espectadores Árbitro(s): Gustavo Méndez |

| 13 de noviembre de 1999 | Peñarol                            | 2:1 (2:1) | Nacional           | Estadio Centenario, Montevideo |                             |
|                         | Darío Rodríguez 33' · Pandiani 35' |           | Álvez 19' (pen.) · | Árbitro(s): Sergio Komjetán    | Árbitro(s): Sergio Komjetán |

|                                                   |
| Uruguay                                           |
| Campeón Uruguayo 1999 Peñarol 44.to título de AUF |

## Clasificación a torneos continentales
Para determinar quienes acompañarían a Peñarol para disputar la Copa Libertadores 2000 se disputó la liguilla pre-libertadores. Participaron los seis mejores equipos de la tabla acumulada, excluyendo al campeón.

### Liguilla Pre-Libertadores
| Puesto | Equipo            | Pts | PJ | PG | PE | PP | GF | GC | Dif |
| ------ | ----------------- | --- | -- | -- | -- | -- | -- | -- | --- |
| 1°     | Nacional          | 12  | 5  | 4  | 0  | 1  | 11 | 4  | 7   |
| 2°     | Bella Vista       | 11  | 5  | 3  | 2  | 0  | 10 | 6  | 4   |
| 3°     | Danubio           | 10  | 5  | 3  | 1  | 1  | 12 | 6  | 6   |
| 4°     | Defensor Sporting | 5   | 5  | 1  | 2  | 2  | 7  | 6  | 1   |
| 5°     | Huracán Buceo     | 2   | 5  | 0  | 2  | 3  | 4  | 11 | -7  |
| 6°     | Cerro             | 1   | 5  | 0  | 1  | 4  | 4  | 15 | -11 |

|  | Clasificado a la Copa Libertadores 2000. |

| Uruguay                                    |
| Campeón Liguilla 1999 Nacional 6.to título |

### Equipos clasificados

#### Copa Libertadores 2000
|   | Equipo      | Clasificación como            |
| - | ----------- | ----------------------------- |
| 1 | Peñarol     | Campeón Primera División 1999 |
| 2 | Nacional    | Campeón Liguilla 1999         |
| 3 | Bella Vista | 2° puesto en la Liguilla 1999 |

#### Copa Mercosur 2000
|   | Equipo   | Clasificación como      |
| - | -------- | ----------------------- |
| 1 | Nacional | En calidad de invitados |
| 2 | Peñarol  | En calidad de invitados |

## Descenso
Solamente los equipos de Montevideo fueron considerados para el descenso, los recién incorporados equipos del interior tenían la ventaja de no descender en esta primera temporada con el fútbol unificado entre interior y capital.

### Tabla
| Puesto | Equipo            | 97-98  | 99 | Factor | Total  |
| ------ | ----------------- | ------ | -- | ------ | ------ |
| 1°     | Nacional          | 114,55 | 63 | x1     | 177,55 |
| 2°     | Peñarol           | 103,09 | 63 | x1     | 166,09 |
| 3°     | Defensor Sporting | 92,91  | 58 | x1     | 150,91 |
| 4°     | Bella Vista       | 66,82  | 45 | x1,5   | 134,32 |
| 5°     | River Plate       | 94,18  | 36 | x1     | 130,18 |
| 6°     | Danubio           | 59,82  | 54 | x1     | 113,82 |
| 7°     | Cerro             | -      | 37 | x3     | 111,00 |
| 8°     | Huracán Buceo     | 63,64  | 41 | x1     | 104,64 |
| 9°     | Liverpool         | 73,82  | 28 | x1     | 101,82 |
| 10°    | Rentistas         | 71,27  | 21 | x1     | 92,27  |
| 11°    | Rampla Juniors    | 59,82  | 26 | x1     | 85,82  |

|  | Promoción para la Segunda División Profesional. |

### Promoción
Para definir que equipo jugaría en la Primera División durante la temporada 2000, se enfrentaron Racing, segundos en el torneo de Segunda División, y Rampla Juniors.
| 1 de diciembre de 1999 | Racing      | 1:1 (0:0) | Rampla Juniors | Estadio Parque Central, Montevideo |  |
|                        | Munilla 30' |           | Fajardo 17'    |                                    |  |

| 4 de diciembre de 1999 | Rampla Juniors                | 3:3 (2:1) | Racing                       | Estadio Parque Central, Montevideo |  |
|                        | Macchi 14' 68' · Martínez 17' |           | Munilla 33' 68' · Zuvela 76' |                                    |  |

| 8 de diciembre de 1999           | Racing | 0:0 | Rampla Juniors | Estadio Parque Central, Montevideo |  |
| Racing ganó 4 a 3 en los penales |        |     |                |                                    |  |